# Luby-Betmont
 Luby-Betmont  es una comuna y población de Francia, en la región de Mediodía-Pirineos, departamento de Altos Pirineos, en el distrito de Tarbes y cantón de Trie-sur-Baïse. Está integrada en la Communauté de communes du Pays de Trie.

## Demografía
| 168 | 148 | 147 | 145 | 128 | 121 |
| Para los censos de 1962 a 1999 la población legal corresponde a la población sin duplicidades (Fuente: INSEE [Consultar]) |     |     |     |     |     |